# Негри, Пьетро
Пьетро Негри (итал. Pietro Negri; 1628, Венеция — 31 мая 1679, Венеция) — итальянский живописец венецианской школы. Его творчество относят к течению тенебризма.

## Биография
Пьетро родился в 1628 году, скорее всего, в Венеции: имя его отца неизвестно, однако в двух документах, хранящихся в архиве приходской церкви Санта-Маргерита (датированных 1670 и 1673 годами), он указан как Лунардо и Франческо соответственно.
Его первым учителем живописи был Маттео Понцоне. Позднее, вместе с Антонио Дзанки, Франческо Розой и Федерико Червелли он был учеником Франческо Руски. В браке с Франческиной Марией Барбарой у Негри было двое детей, крещёных 31 мая 1670 года и 26 сентября 1671 года в Санта-Маргерите. Овдовев 14 февраля 1673 года, он женился на Анджеле Кароли, вдове торговца, обвенчался в той же венецианской церкви.
В ранние годы в стилевом отношении Пьетро Негри был близок Антонио Дзанки, который, в свою очередь, был последователем генуэзской манеры Джованни Баттиста Ланджетти.
Одна из его картин, «Антоний и Клеопатра», датируется примерно 1664 годом. Негри также написал «Венеру, оплакивающую смерть Адониса», «Семирамиду, получающую известие о вавилонском восстании» и «Венеру и Купидона». В 1670 году Негри написал «Серафическое древо трёх францисканских орденов», хранящееся в Венеции в базилике Санта-Мария-Глориоза-деи-Фрари. Одной из самых известных работ Пьетро Негри является картина «Нерон, осматривающий тело Агриппины», которая ныне экспонируется в Галерее старых мастеров в Дрездене. В этой работе Негри поднимает тему, уже затронутую в предыдущей работе.
В 1673 году Негри создал свой шедевр — картину, изображающую святых Роха и Марка, ходатайствующих перед Девой Марией о прекращении чумы в Венеции, размещённое вдоль левой стены второго лестничного пролёта Скуолы Гранде-ди-Сан-Рокко, напротив картины Антонио Дзанки 1666 года с изображением чумы 1630 года.
Среди более поздних работ — «Оплакивание мёртвого Христа» в церкви Санта-Мария-Формоза, «Добрый самаритянин» в частной коллекции в Удине, «Саломея, получающая голову Иоанна Крестителя» в частной коллекции, а также «Истина и время» в городском музее Азоло (Венето).
Пьетро Негри умер от туберкулеза в Венеции 31 мая 1679 года, похоронен в церкви Сант-Агостино, снесённой в XIX веке. Его учеником был художник Симоне Брентана.

## Галерея

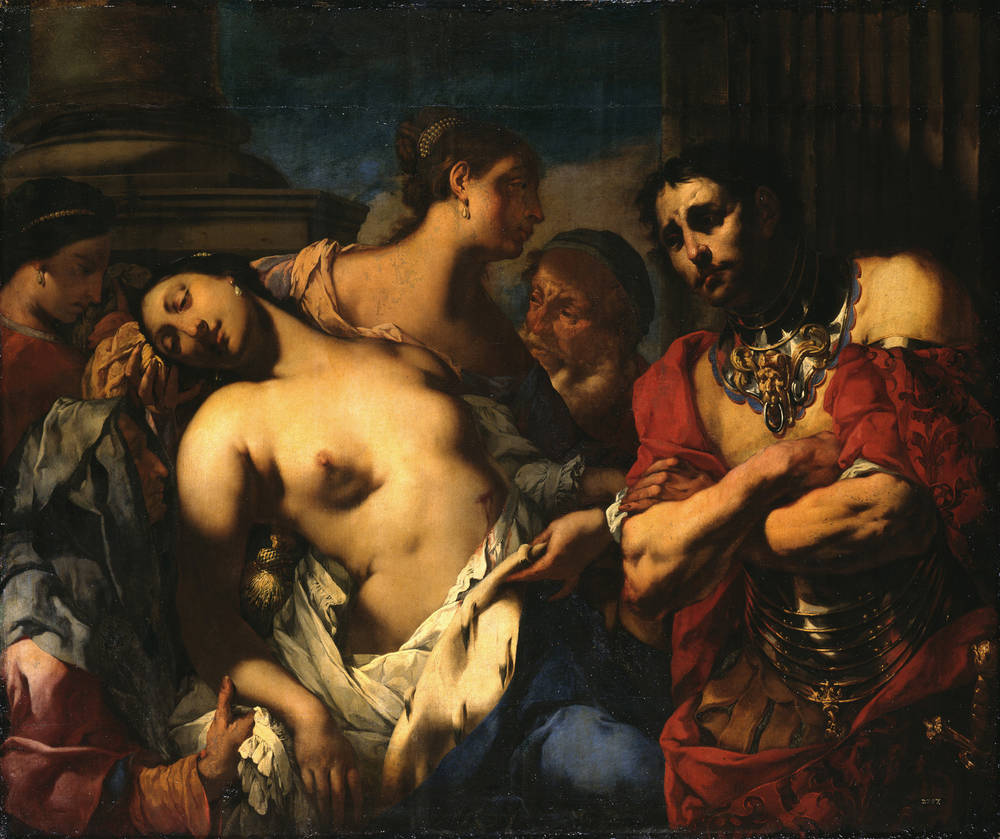
Нерон осматривает тело Агриппины. Между 1674 и 1679. Холст, масло. Галерея старых мастеров, Дрезден
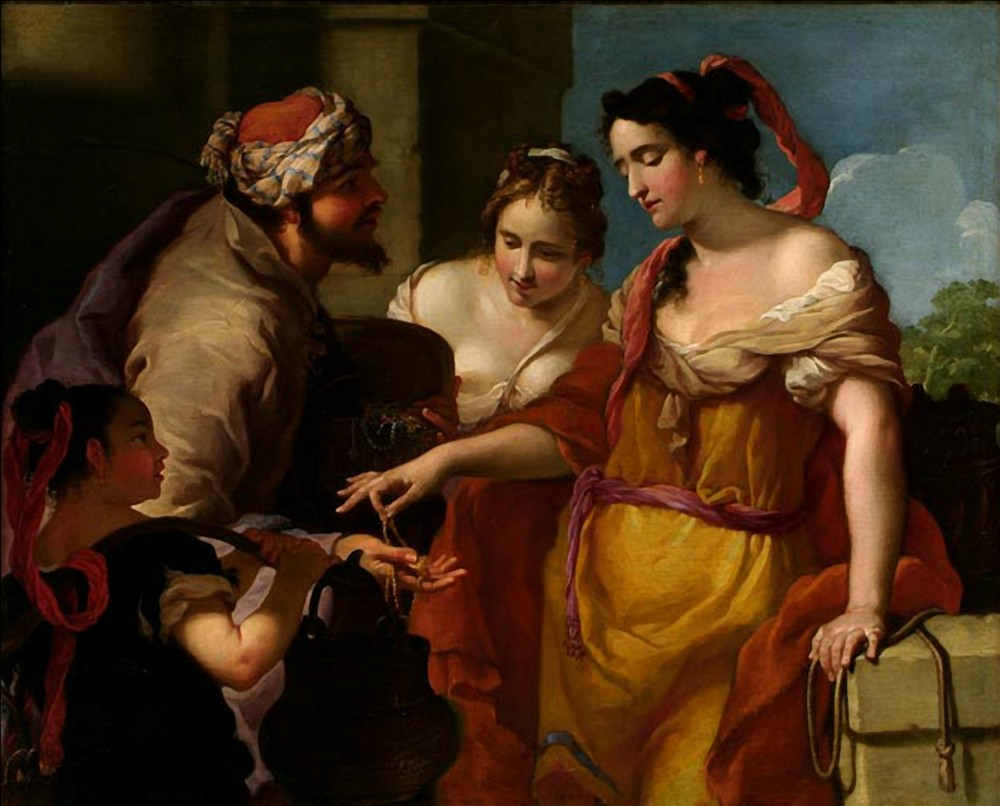
Ребекка получает подарки от Авраама. Холст, масло. Пинакотека Академии, Ровиго
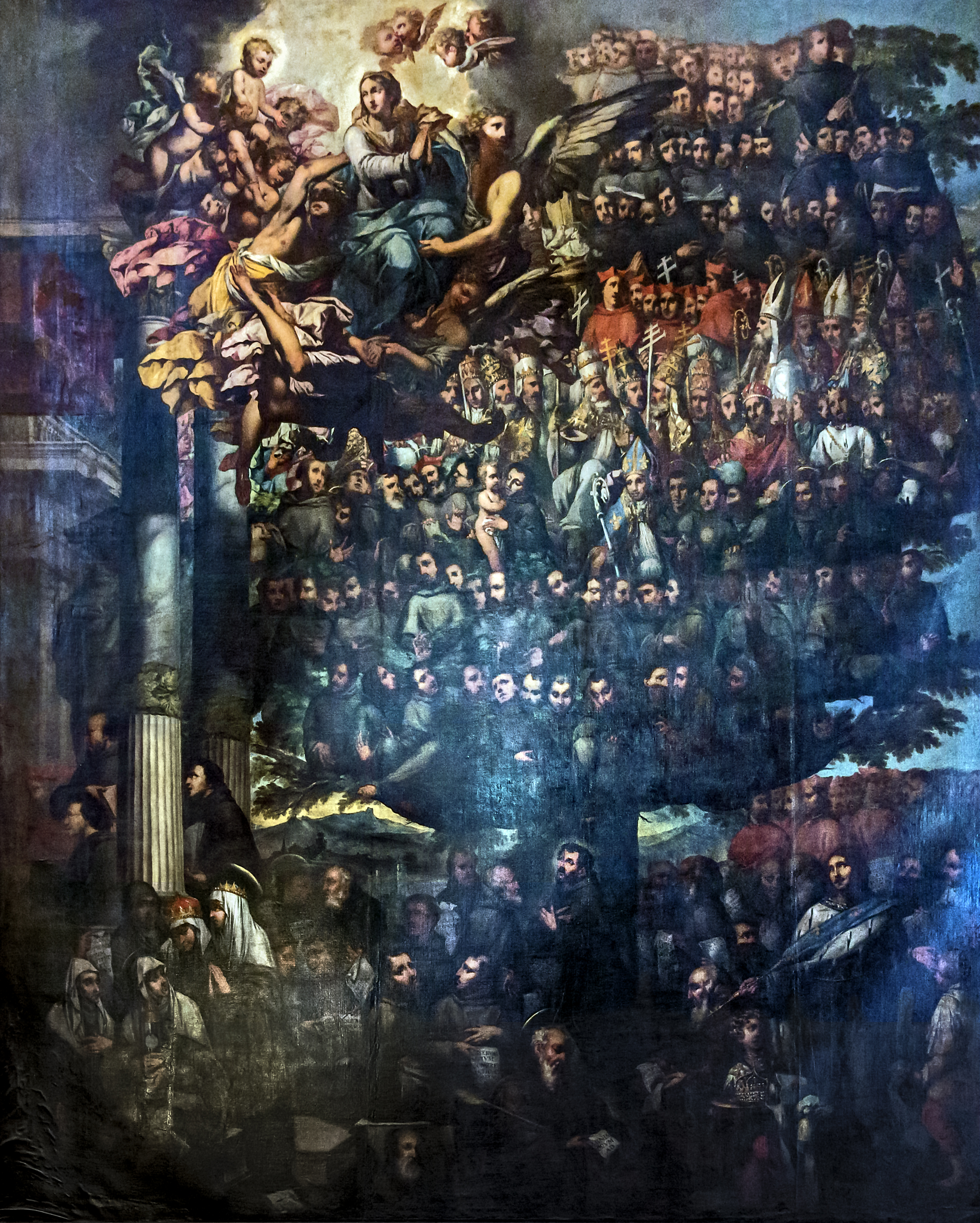
Серафическое древо трёх францисканских орденов. 1670. Холст, масло. Церковь Санта-Мария-Глориоза-деи-Фрари, Венеция
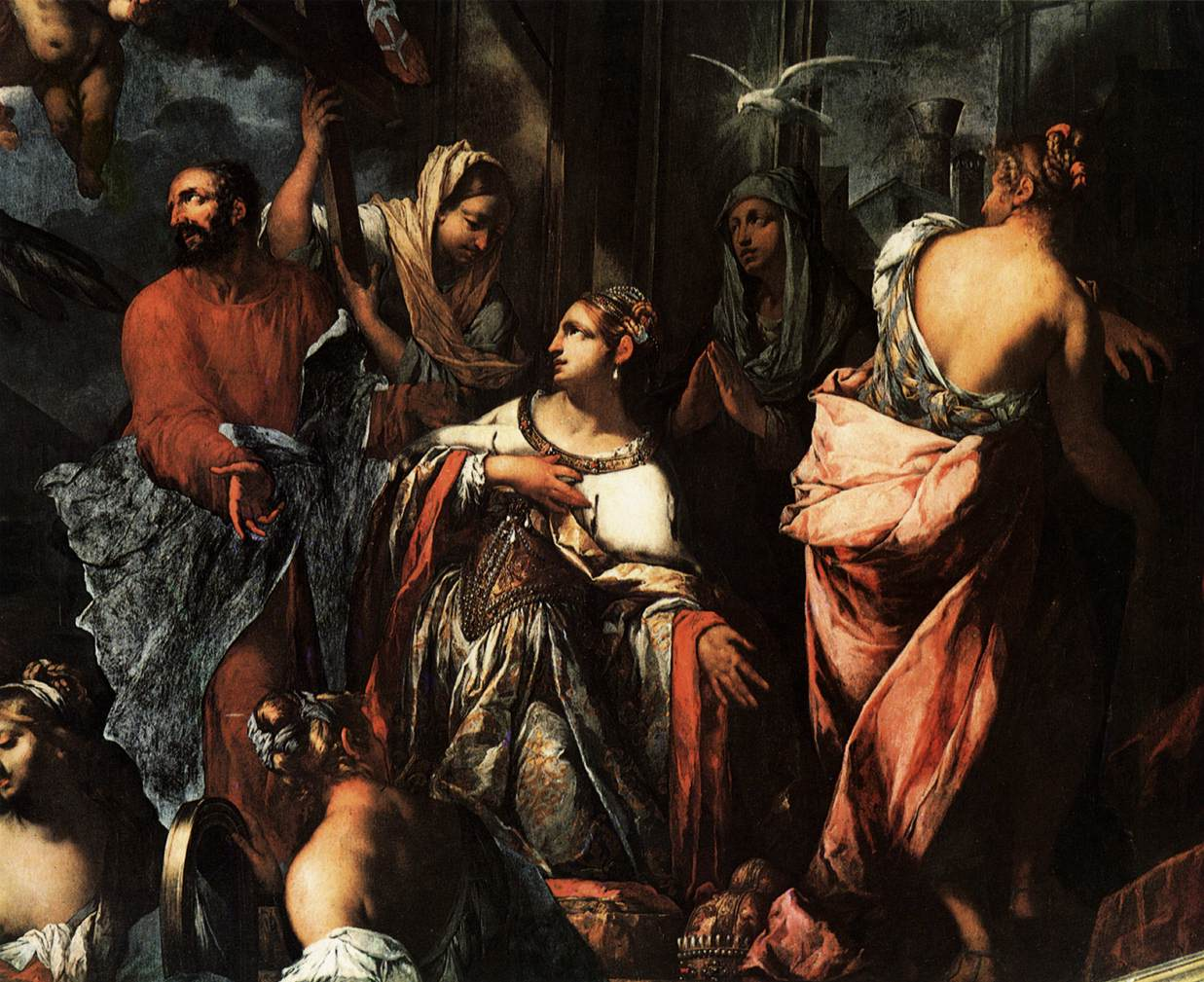
Мадонна спасает Венецию от чумы 1630 года. Ок. 1673. Холст, масло. Скуола Гранде-ди-Сан-Рокко, Венеция
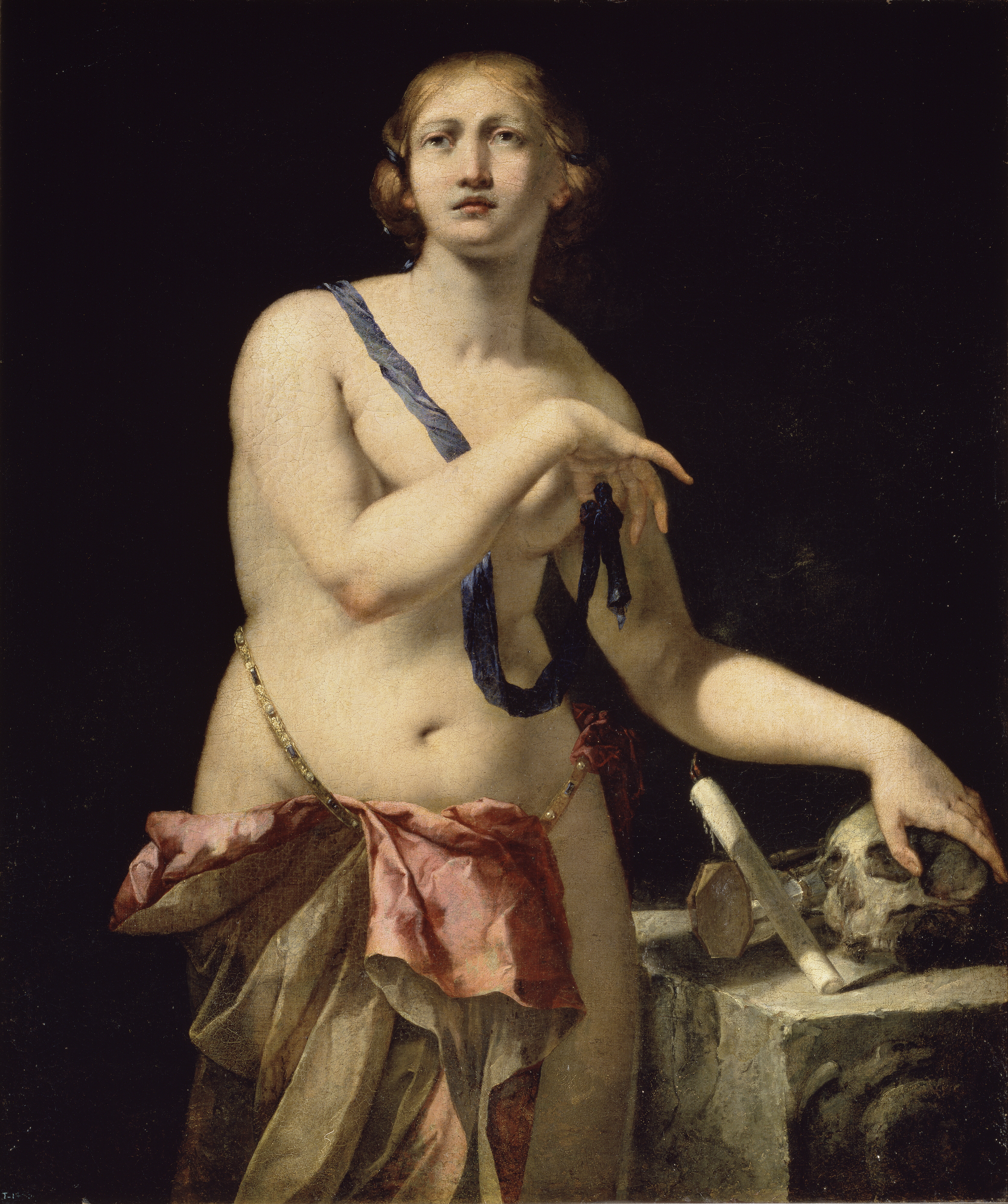
Vanitas (Бренность). 1662. Холст, масло. Прадо, Мадрид